# Acquaviva delle Fonti
Acquaviva delle Fonti és un municipi italià, situat a la regió de la Pulla i a la Ciutat metropolitana de Bari. El 2022 tenia una població estimada de 20.047 habitants.